# Don McDermott
Pour les articles homonymes, voir McDermott.
Donald "Don" Joseph McDermott (né le 7 décembre 1929 et mort le 1er novembre 2020) est un patineur de vitesse américain. Il est né dans le Bronx à New York.

## Biographie
Aux Jeux de 1952 à Oslo, McDermott remporte la médaille d'argent dans le 500 mètres et il prend la 28e place du 1 500 mètres. En 1955, il arrive à la troisième place de l'épreuve du 500 mètres du championnats du monde toutes épreuves. À Cortina d'Ampezzo, en 1956, lors des Jeux d'hiver, il arrive à la 25e place du 500 mètres et à la 37e du 1 500 mètres. Quatre ans plus tard, lors des Jeux de 1960, il est choisi pour être le porte-drapeau des États-Unis. Après sa carrière sportive, il a travaillé dans le service des postes américain.

## Palmarès
- Oslo 1952
  -  Médaille d'argent dans l'épreuve du 500 mètres

## Records personnels
Source :
| Épreuve | Résultat     | Année |
| ------- | ------------ | ----- |
| 500 m   | 40 s 5       | 1959  |
| 1 500 m | 2 min 18 s 6 | 1956  |
| 5 000 m | 8 min 50 s 0 | 1956  |